# Samora-Machel-Statue (2011)

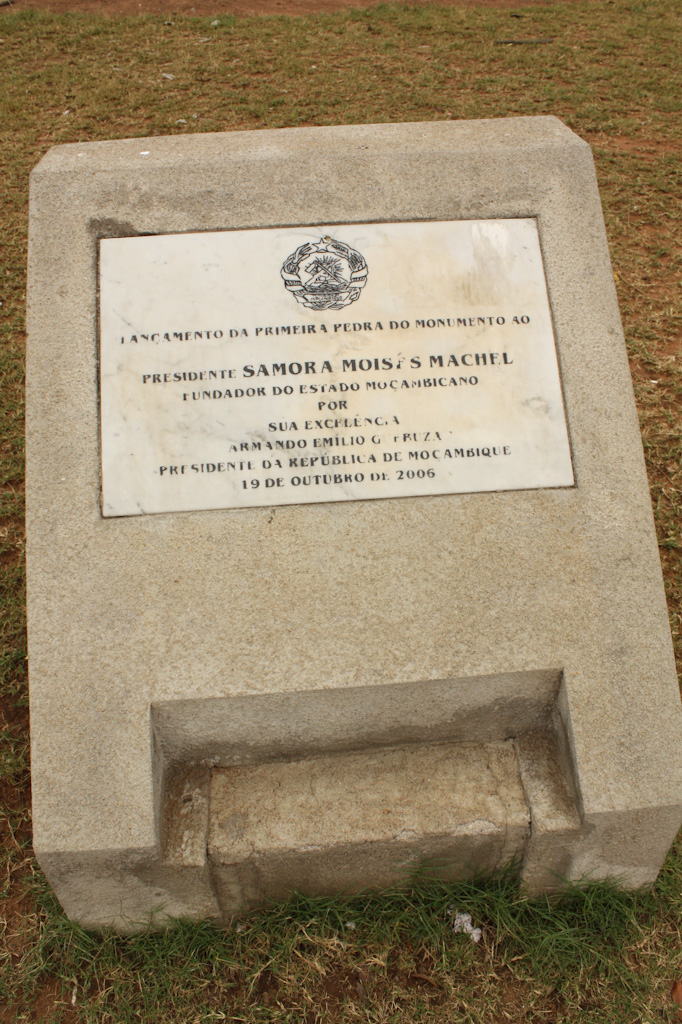
Samora-Machel-Statue

Die Samora-Machel-Statue ist eine Bronzeplastik in Erinnerung an den mosambikanischen Staatsgründer und langjährigen Vorsitzenden der FRELIMO, Samora Machel. Die 2011 errichtete Statue befindet sich auf dem Praça da Independência im Zentrum der mosambikanischen Hauptstadt Maputo.
Das nordkoreanische Bauunternehmen Mansudae Overseas Projects aus Pjöngjang (Nordkorea), das zum Mansudae-Kunststudio gehört, entwarf und errichtete die Statue. Sie hat eine Höhe von 9 Metern, wiegt 4,87 Tonnen und befindet sich auf einem 2,7 Meter erhöht gelegenen und überwiegend mit Marmor verkleideten Sockel in der Mitte des Praça da Independência. Auf die Statue läuft die Avenida Samora Machel zu, die Statue ist bei Nacht beleuchtet.
Der Grundstein für die Umgestaltung des Platzes und der Errichtung der Statue wurde im Oktober 2006 gelegt, die Statue wurde am 19. Oktober 2011 – am 25. Jahrestags des Flugzeugunglücks, bei dem Machel starb – vom damaligen Staatspräsidenten Armando Guebuza eingeweiht. Neben ausländischen Gästen wie dem südafrikanischen Staatspräsidenten Jacob Zuma, dem simbabwischen Präsidenten Robert Mugabe, dem botswanischen Präsidenten Seretse Khama und dem ehemaligen sambischen Präsidenten Kenneth Kaunda war auch die Bevölkerung geladen – während Regierungsmedien von einem großen Andrang letzter schrieben, gaben Oppositionsmedien an, dass nur wenige Einwohner Maputos der Einweihungsfeier beiwohnten. Staatspräsident Guebuza erklärte, dass der Ort ausgewählt wurde, da er „zentral“ in der Stadt läge und Machel auf dem Platz unter anderem in sein Amt eingeführt wurde.
Machel wird in einer typischen, nahezu väterlichen Pose mit erhobenem rechtem Zeigefinger dargestellt. Er trägt die stilisierte Militäruniform der FRELIMO. Arlindo Oliveira kritisierte in der staatsnahen Zeitung Jornal de Notícias die Stilisierung Machels und bemängelte, dass die Statue dem Staatsgründer überhaupt nicht entspräche.
An gleicher Stelle befand sich ab Mitte der 1940er Jahre bis zur Unabhängigkeit eine Statue des portugiesischen Kolonialgouverneurs Joaquim Augusto Mouzinho de Albuquerque. Des Weiteren befindet sich bereits eine kleine Statue von Samora Machel wenige Meter entfernt am Eingang zum Tunduru-Park.